# Château de Picomtal
Le château de Picomtal est un château situé dans la commune de Crots, département des Hautes-Alpes.
Édifié au Moyen Âge et remanié au XVIe siècle, ses décorations intérieures datent du XIXe siècle à l'initiative de Joseph Roman.
Le château a été complètement rénové au début du XXIe siècle, faisant apparaître les écrits de Joachim Martin, relatant la vie de la petite société de la fin du XIXe siècle.

## Historique

### Résidence féodale
Le château est bâti par les Embrun, seigneurs aux côtés des archevêques d'Embrun. Un premier donjon, construit en bois, sera remplacé par une tour en pierre au XIIIe siècle, premier élément du château actuel. La présence d'une garnison incitera les paysans à se regrouper au pied de la tour, créant le village de Crottes qui deviendra Crots.
Au XIVe siècle, les seigneurs des Crottes bâtissent trois autres tours, aboutissant à un château carré.
En 1507, l’héritier des Embrun, Martin de la Villette, double la surface du château. En  août 1692, les troupes du duc de Savoie brûlent une partie du château.
Une longue succession de propriétaires débute alors. Le château passe à la famille de Rame, puis à l'abbé de Ravel. Les héritiers de l'abbé de Ravel cèdent le domaine en 1769 le domaine de Picomtal à Joseph Cellon, un bourgeois.

### Ère moderne
Le domaine passe en 1792 à Jean-François Cressy, ancien bailli royal d'Embrun et commissaire des guerres du gouvernement révolutionnaire, puis à la famille Berthe, qui créera l'avenue du château.
Une vente en adjudication publique a lieu en 1876, remportée par Joseph Roman,. Il fait réaliser des travaux de rénovation pour en faire sa résidence et décède en 1924. Ses héritiers conservent propriété du château jusqu'en 1998.
Le château, la terrasse et l'ancien jardin font l'objet d'une inscription au titre des monuments historiques par arrêté du 1er février 1989.
Jacques et Sharon Peureux rachètent le domaine et procédèrent à d'importants travaux de 1999 à 2003  afin de créer plusieurs chambres d'hôtes, des salles de séminaire et de réception et un jardin d'inspiration provençale. Ils découvrent alors les écrits de Joachim Martin.

## Description

### Chapelle
Le château comporte dans une de ses tours une chapelle dédiée au roi Saint Louis, décorée de fresques murales peintes en 1892 par Isabelle Reynaud, femme de Joseph Roman. L'artiste a représenté plusieurs personnages sous les traits de membres de sa famille. Les vitraux sont décorés de fleurs de lys.

### Jardin
Un jardin contemporain, établi sur la trame historique typique des jardins provençaux du XVIIIe siècle, est en cours d'aménagement par Loïc Pianfetti depuis 2001. Il reçoit le prix national des jardins 2015 de Vieilles maisons françaises.

## Écrits de Joachim Martin
Lors de la rénovation du château dans les années 1880, Joachim Martin, menuisier au village, est chargé de changer plusieurs parquets. Il décide de relater la vie et les mœurs de la société villageoise de son époque en écrivant au crayon sur des chutes de lattes qu’il est en train de poser,. C'est l'équivalent d'une bouteille à la mer, car il sait que ses écrits ne seront pas lus avant au moins 60-80 ans, laps de temps normal avant la réfection d'un plancher, soit après sa mort. Ces 72 courts textes comportent un total de 3 943 mots. Ils sont découverts lors de la rénovation du château en 2000. Les propriétaires conscients de leur valeur historique les intègrent à un spectacle évoquant l'histoire du château. L'historien Jacques-Olivier Boudon les découvre en 2009 lors d'un voyage le long de la route Napoléon alors qu'il a pris une chambre d'hôte au château,. Il a écrit sur le sujet un ouvrage, Le plancher de Joachim paru en 2017 dans lequel il retrace grâce, aux écrits du charpentier croisés avec d'autres documents d'archives, la biographie de Joachim Martin dans son environnement local.
La chaîne France 2 diffuse sur le sujet un documentaire fourni, le 3 août 2019.